# Anton von Wegnern
Anton Pius Gustav Wilhelm von Wegnern, né le 6 avril 1809 à Preußisch-Eylau et mort le 14 novembre 1891 à Berlin, est un haut fonctionnaire et homme politique prussien, membre du Parlement de Francfort de 1848 à 1849.

## Biographie
Fils du magistrat prussien Carl von Wegnern (de), Anton von Wegnern (de) est né le 6 avril 1809 à Preußisch-Eylau en Prusse-Orientale. Après des études de droit et de sciences camérales à Königsberg, où il est membre du Corps Littuania, puis à Berlin de 1828 à 1831, il entre dans l'administration de la justice comme stagiaire (Referendar) en 1831. En 1838, il est nommé assesseur à la cour d'appel provinciale (Oberlandesgericht) puis, en 1839, assesseur auprès du district de Königsberg. Par la suite, il est promu administrateur (de) de l'arrondissement de Lyck en 1843. 
En 1848, il est élu député au Parlement de Francfort dans la 8e circonscription de la province de Prusse, représentant l'arrondissement de Lyck. Il prend ses fonctions le 31 mai et rejoint la fraction conservatrice Café Milani puis la fraction Casino (centre-droit). En mars 1849, il vote pour l'élection du roi de Prusse Frédéric-Guillaume IV comme empereur des Allemands, avant de quitter l'assemblée le 17 mai. En outre, Wegnern prend part au Parlement d'Erfurt qui se réunit de mars à avril 1850 et siège à la Chambre des représentants de Prusse de 1855 à 1856.
Il exerce par ailleurs la fonction d'administrateur de l'arrondissement de Königsberg-Campagne de 1853 à 1856, année où il est nommé haut conseiller d'État (Oberregierungsrat) et directeur du département des affaires cléricales du district de Liegnitz en Silésie. En 1867, il prend également la tête de la direction corporative des pauvres ruraux (Ständische Landarmendirektion) du district. En 1871, il est muté dans le district de Posen dont il est nommé vice-président et où il devient directeur du conseil scolaire et du conseil médical provinciaux. Il est enfin président (de) du district de Bromberg à partir de 1873 avant de prendre sa retraite à Berlin en 1881. Il y meurt le 14 novembre 1891, à 82 ans.